# Teodor (domèstic de les escoles)
Teodor (grec medieval: Θεόδωρος) fou comandant militar de l'Imperi Romà d'Orient del segle xi i eunuc favorit de l'emperadriu Teodora. Fou pròedre i ocupà el càrrec de domèstic de les escoles d'Orient entre el 1054 i, probablement, el 1057. Fou un dels comandants en cap de les forces legitimistes a la batalla de Pètroe, en la qual dirigí personalment el centre de l'exèrcit, però fou incapaç d'evitar la victòria rebel.
Pot ser que fos el mateix Teodor esmentat com a estrateg dels Tracesis cap a la mateixa època.